# نينو فرنانديز
نينو فرنانديز (بالإندونيسية: Nino Fernandez)‏ هو ممثل إندونيسي، ولد في 13 يناير 1984 في ألمانيا.

## وصلات خارجية
- نينو فرنانديز على موقع IMDb (الإنجليزية)
- نينو فرنانديز على موقع قاعدة بيانات الفيلم (الإنجليزية)